# Ninia hudsoni
Espèce
Ninia hudsoni  est une espèce de serpents de la famille des Dipsadidae.

## Répartition
Cette espèce se rencontre :
- en Équateur ;
- au Pérou dans les régions de Pasco et de Madre de Dios.
- au Brésil dans l´état d'Acre, où cette espèce est enregistré pour la  première fois en janvier 2017[2].

## Étymologie
Cette espèce est nommée en l'honneur de C. A. Hudson.

## Publication originale
- Parker, 1940 : Undescribed Anatomical Structures and new Species of Reptiles and Amphibians. The Annals and Magazine of Natural History, sér. 11, vol. 5, p. 257-274.